# Luigi Brunetti
Luigi Brunetti (fl. XX secolo) è stato un calciatore italiano, di ruolo centrocampista.

## Carriera
Dopo aver militato nella Sestrese, debutta in massima serie con la Sampierdarenese disputando 5 gare nel campionato di Divisione Nazionale 1926-1927.
Disputa altre 3 partite con la Dominante nella Divisione Nazionale 1927-1928 prima di passare al Sestri Levante e quindi ai Veloci Embriaci Genova.